# Johnny Hiltunen
Johnny Hiltunen, född 27 juli 1977, är en finländsk tidigare handbollsspelare (vänsternia). Han spelade 10 landskamper för Finlands landslag.

## Klubbar
- HK Country
- IFK Skövde (–2001)
- GF Kroppskultur (2001–2005)
- Nit/Hak HK (2005–2007)
- IFK Ystad (2007)
- Falköpings AIK (2007)